# Tipula (Schummelia) notomelania
Tipula (Schummelia) notomelania is een tweevleugelige uit de familie langpootmuggen (Tipulidae). De soort komt voor in het Oriëntaals gebied.